# Liste der Bodendenkmäler in Eppenschlag
Auf dieser Seite sind die Bodendenkmäler in der niederbayerischen Gemeinde Eppenschlag zusammengestellt. Diese Tabelle ist eine Teilliste der Liste der Bodendenkmäler in Bayern. Grundlage ist die Bayerische Denkmalliste, die auf Basis des Bayerischen Denkmalschutzgesetzes vom 1. Oktober 1973 erstmals erstellt wurde und seither durch das Bayerische Landesamt für Denkmalpflege geführt wird. Die folgenden Angaben ersetzen nicht die rechtsverbindliche Auskunft der Denkmalschutzbehörde.

## Bodendenkmäler in Eppenschlag
| Lage       | Objekt | Akten-Nr.     | Bild |
| ---------- | --- | ------------- | ---- |
| (Standort) | Siedlung der Steinzeiten.                                                                                              | D-2-7045-0069 |      |
| (Standort) | Untertägige Teile des frühneuzeitlichen Hofmarkschlosses Fürstberg mit zugehöriger Schlossökonomie (Schlossbauernhof). | D-2-7145-0053 |      |